# Kalcium-szulfit
A kalcium-szulfit (E226) egy vízoldékony, fehér színű, kénes szagú, kristályos por, melyet az élelmiszeriparban antioxidánsként, tartósítószerként, valamint a fényképészetben is használnak. 
A kalcium-szulfit instabil, oxigén hatására kalcium-szulfáttá alakul. Savas környezetben kénessavvá alakul, ezért tartósítószerként alkalmazzák. Oxidáló hatása miatt csökkenti a vitaminok koncentrációját. A szervezetbe kerülve a májban szulfáttá alakul, majd  a vizelettel távozik a szervezetből.
Napi ajánlott maximális mennyiség 0,7 mg/testsúlykg. Szulfit-érzékenyeknél allergiás reakciókat válthat ki. 